# Tessellana chopardi
Tessellana chopardi är en insektsart som först beskrevs av Jannone 1936.  Tessellana chopardi ingår i släktet Tessellana och familjen vårtbitare. Inga underarter finns listade i Catalogue of Life.